# Limifossor
Limifossor is een geslacht van schildvoetigen uit de  familie van de Limifossoridae.

## Soorten
- Limifossor fratula Heath, 1911
- Limifossor hexadentatus Salvini-Plawen, 1986
- Limifossor holopeltatus Salvini-Plawen, 1986
- Limifossor profundus Salvini-Plawen, 1986
- Limifossor talpoideus Heath, 1904